# Preti della misericordia

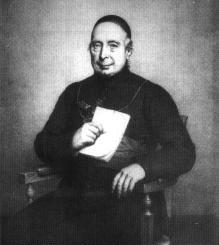
Jean-Baptiste Rauzan, fondatore della congregazione

I Preti della Misericordia (in latino Congregatio Presbyterorum a Misericordia) sono un istituto religioso maschile di diritto pontificio: i membri di questa congregazione clericale pospongono al loro nome la sigla C.P.M.

## Storia
La congregazione nacque in Francia nel 1808: per rievangelizzare le zone rurali, abbandonate dal clero durante il periodo rivoluzionario, l'arcivescovo di Lione Joseph Fesch (1763-1839) diede incarico ai sacerdoti Jean-Baptiste Rauzan (1757-1847), di Bordeaux, e Charles de Forbin-Janson (1785-1844), futuro vescovo di Nancy, di organizzare delle comunità di religiosi per la predicazione delle missioni popolari e dei ritiri spirituali.
I sacerdoti della compagnia vennero dispersi da Napoleone Bonaparte come reazione alla scomunica comminatagli da papa Pio VII, vennero riorganizzati a Parigi nel 1814 e nuovamente soppressi dopo i moti del 1830. La congregazione, risorta nel 1833, e le sue costituzioni vennero approvate da papa Gregorio XVI con decreto del 18 febbraio 1834.
Nel 1839 padre Rauzan, dietro richiesta dell'arcivescovo di New York John Joseph Hughes, inviò dei sacerdoti anche negli Stati Uniti d'America, dove i Preti della Misericordia diedero un contributo notevole allo sviluppo della Chiesa locale (soprattutto negli stati di New York, del New Jersey, della Pennsylvania e in Florida); a causa delle nuove leggi della III Repubblica sulle associazioni (1901), che colpirono anche le congregazioni religiose, e delle leggi del governo di Émile Combes che sancirono rigorosamente la separazione tra Chiesa e Stato, i Preti della Misericordia abbandonarono la Francia per stabilirsi nel Nuovo Continente.
Nel 1956 la congregazione venne riformata dalla Santa Sede.

## Attività e diffusione
I sacerdoti della congregazione si dedicano prevalentemente alla predicazione delle missioni popolari nelle zone rurali e periferiche.
Sono presenti solo negli Stati Uniti d'America; la sede generalizia è ad Auburn (Kentucky).
Al 31 gennaio 2005, l'istituto contava 4 case e 36 religiosi, 28 dei quali sacerdoti.